# Silici nanocristal·lí

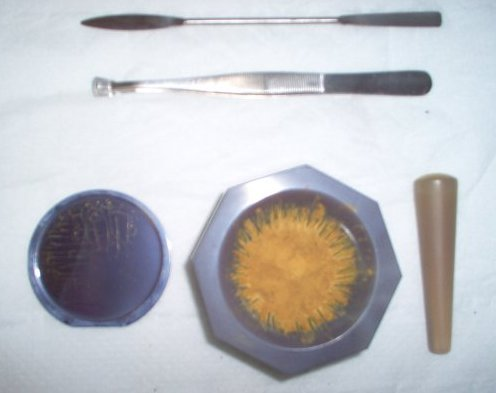
Nanopols de silici.

El silici nanocristal·lí (nc-Si), de vegades també conegut com a silici microcristal·lí (μc-Si), és una forma de silici porós. És una forma al·lotròpica de silici amb estructura paracristal·lina; és similar al silici amorf (a-Si), ja que té una fase amorfa. On es diferencien, però, és que nc-Si té petits grans de silici cristal·lí dins de la fase amorfa. Això contrasta amb el silici policristalí (poli-Si) que consisteix únicament en grans de silici cristal·lí, separats per límits de gra. La diferència prové únicament de la mida del gra dels grans cristal·lins. La majoria de materials amb grans en el rang del micròmetre són en realitat polisilici de gra fi, de manera que el silici nanocristal·lí és un terme millor. El terme silici nanocristal·lí es refereix a una sèrie de materials al voltant de la regió de transició de la fase amorfa a la fase microcristal·lina a la pel·lícula fina de silici. La fracció de volum cristal·lí (mesurada a partir de l'espectroscòpia Raman) és un altre criteri per descriure els materials en aquesta zona de transició.
El nc-Si té molts avantatges útils respecte a l'a-Si, un de les quals és que si es cultiva correctament pot tenir una major mobilitat d'electrons, a causa de la presència dels cristal·lits de silici. També mostra una major absorció en les longituds d'ona vermella i infraroja, que el converteixen en un material important per al seu ús en cèl·lules solars a-Si. Un dels avantatges més importants del silici nanocristal·lí, però, és que té una major estabilitat respecte a l'a-Si, una de les raons és per la seva menor concentració d'hidrogen. Encara que actualment no pot assolir la mobilitat que el poli-Si, té l'avantatge respecte al poli-Si que és més fàcil de fabricar, ja que es pot dipositar mitjançant tècniques convencionals de deposició d'a-Si a baixa temperatura, com el PECVD, a diferència del processos de recuit làser o CVD a alta temperatura, en el cas del poli-Si.
La principal aplicació d'aquest nou material és en el camp de les cèl·lules solars de pel·lícula fina de silici. Com que nc-Si té aproximadament el mateix interval de banda que el silici cristal·lí, que és de ~ 1,12 eV, es pot combinar en capes fines amb a-Si, creant una cèl·lula multi-unió en capes anomenada cèl·lula tàndem. La cèl·lula superior en a-Si absorbeix la llum visible i deixa la part infraroja de l'espectre per a la cel·la inferior en Si nanocristal·lí.
Algunes empreses estan a punt de comercialitzar tintes de silici basades en silici nanocristal·lí o en altres compostos de silici. La indústria dels semiconductors també està investigant el potencial del silici nanocristal·lí, especialment a l'àrea de la memòria.
El silici nanocristal·lí i el silici policristalí de gra petit es consideren silici de pel·lícula prima.